# Ebisu Muscats
Ebisu Muscats (恵比寿マスカッツ) est un groupe féminin de J-pop à l'effectif changeant, composé de gravure idols (modèles de charme) et AV Idols (actrices pornographiques) japonaises, créé en 2008 dans le cadre d'une émission de télévision à caractère sexy de la chaine TV Tokyo : Onegai! Muscat (おねがい マスカット).

## Histoire
Le groupe annonce sa reformation en septembre 2015 après deux ans d'inactivité. Il compte désormais 33 nouvelles membres sélectionnées pour faire partie de la nouvelle génération. Toutes ces filles sont de populaires idols et actrices de films pour adultes (AV) telles que Ai Uehara, Kana Yume, Marina Shiraishi, etc. 5 000 candidates ont participé aux auditions nationales qui avaient débuté en juillet 2015.
Les noms des gagnantes, qui ont donc intégré le groupe d'idoles, sont dévoilés au cours d’un événement spécial qui a eu lieu au Shinjuku Alta le 26 septembre.
De plus, les filles vont apparaître dans une nouvelle émission TV intitulée Muscat Night (マスカットナイト) qui débute le 7 octobre. Cette dernière sera diffusée tous les mercredis à minuit sur TV Tokyo.
La nouvelle génération des Ebisu Muscats fera ses débuts avec le single Tokyo Sexy Night qui sortira le 25 novembre.
Le groupe d'idoles se produit à l'occasion de son 1er one-man live le 21 décembre 2015 au Ebisu Liquidroom à Tokyo.

## Membres

### Membres actuelles
Nouvelle génération formée en 2015
| - Ai Uehara (上原亜衣) - Yume Kana (由愛可奈) - Shiraishi Marina (白石茉莉奈) - Amatsuka Moe (天使もえ) - Kamisaki Shiori (神咲詩織) - Anri Okita (沖田杏梨) - Ishioka Mai (石岡真衣) - Tamori Misaki (田森美咲) - Nagase Aya (永瀬あや) - Matsuoka (松岡凛) - Kanzaki Sae (神崎紗衣) - Kogawa Iori (古川いおり) - Sakura Yura (さくらゆら) - Minato Riko (湊莉久) - Ayami Syunka (あやみ旬果) - Natsume Hanami (夏目花実) - Tatsumi Shina (辰巳シーナ) - Asuka Kirara (明日花キララ) | - Aoi Tsukasa (葵つかさ) - Ayano Nana (彩乃なな) - Kojima Minami (小島みなみ) - Hoshino Nami (星野ナミ) - Ono Miku (小野美公) - Yoshizawa Yuki (吉澤友貴) - Tia (ティア) - Kawakami Nanami (川上奈々美) - Ishiwata Asami (三田羽衣) - Fujihara Akino (藤原亜紀乃) - Usui Aika (臼井愛佳) - Usui Rika (臼井理佳) - Tsujimoto An (辻本杏) - Rirei (利麗) - Momonogi Kana (桃乃木かな) |

### Ex-membres diplômées
(dans le sens de graduées / graduation / sotsugyō)
| 1re génération - Ai Sayama (佐山愛, Sayama Ai) - Megu Fujiura (藤浦めぐ, Fujiura Megu) - Mihiro (みひろ, Mihiro) - Rika Kawamura (川村りか, Kawamura Rika) - KONAN - Sora Aoi (蒼井そら, Aoi Sora) - Yuma Asami (麻美ゆま, Asami Yuma) - Asami Ogawa (小川あさ美, Ogawa Asami) - Risa Kasumi (かすみりさ, Kasumi Risa) - Shō Nishino (西野翔, Nishino Shō) - Minori Hatsune (初音みのり, Hatsune Minori) - Akiho Yoshizawa (吉沢明歩, Yoshizawa Akiho) - Rio (りお, Rio) - Aika Andō (安藤あいか, Andō Aika) 2e génération - Haruka Ogura (小倉遥, Ogura Haruka) - Ena Kawamura (川村えな, Kawamura Ena) - Airi Nagasaku (永作あいり, Nagasaku Airi) - Manami Yamaguchi (山口愛実, Yamaguchi Manami) - Kaera Uehara (上原カエラ, Uehara Kaera) - Miyu Misaki (美咲みゆ, Misaki Miyu) - Jessica Kizaki (希崎ジェシカ, Kizaki Jeshika) - Rin Sakuragi (桜木凛, Sakuragi Rin) | 3e génération - Kaho Kasumi (かすみ果穂, Kasumi Kaho) - Erika Kirihara (桐原エリカ, Kirihara Erika) - Kokomi Sakura (桜ここみ, Sakura Kokomi) 4e génération - Aino Kishi (希志あいの, Kishi Aino) - Rina Rukawa (瑠川リナ, Rukawa Rina) - Haruna Orii (織井遙菜, Orii Haruna) - Nanako Godama (児玉菜々子, Godama Nanako) - Yumi Nagase (永瀬ゆみ, Nagase Yumi) - Ayako Yamanaka (山中絢子, Yamanaka Ayako) - Mao Ichijō (一条真央, Ichijō Mao) - Aria Hayashida (林田ゆりあ, Hayashida Aria) - Ririka (凛々果, Ririka) 5e génération - Miyuki Yokohama (横山美雪, Yokoyama Miyuki) - Mui Kuriyama (栗山夢衣, Kuriyama Mui) - Maki Sonoda (園田真紀, Sonoda Maki) |

### Ex-membres ayant démissionné
| 1re génération - Maria Ozawa (小澤マリア, Ozawa Maria), démissionne en avril 2008 - Natsuki Wakasugi (若杉夏希, Wakasugi Natsuki), démissionne en avril 2008 - Hina Kurumi (くるみひな, Kurumi Hina), démissionne en mai 2008 - Moka (モカ, Moka), démissionne en mai 2008 - Emiru Momose (桃瀬えみる, Momose Emiru), démissionne en mai 2008 - Kaho Natsumi (夏実かほ, Natsumi Kaho), démissionne en mai 2008 - Ruru Anoa (あのあるる, Anoa Ruru), démissionne en juin 2008 - Momoka Sugihara (杉原桃花, Sugihara Momoka), démissionne en juin 2008 - Ami (あみ, Ami), démissionne en août 2008 - Momoko Nishizono (西園桃子, Nishizono Momoko), démissionne en août 2008 - Remon Mizutama (水玉レモン, Mizutama Remon), démissionne en novembre 2008 - Saki Kataoka (片岡さき, Kataoka Saki), démissionne en décembre 2008 - Yūko Shōji (庄司ゆうこ, Shōji Yūko), démissionne en mars 2009 - Kei Megumi (恵けい, Megumi Kei), démissionne en janvier 2010 | 2e génération - Shiori Tsukimi (月見栞, Tsukimi Shiori), démissionne en juin 2009 - Kozue Sakurai (桜井こずえ, Sakurai Kozue), démissionne en juin 2009 - Rei Toda (戸田れい, Toda Rei), démissionne en juin 2009 - Yurisa (ユリサ, Yurisa), démissionne en juillet 2009 3e génération - Mio Kirino (桐野澪, Kirino Mio), démissionne en octobre 2010 4e génération - Nozomi Agawa (阿川のぞみ, Agawa Nozomi), démissionne en juin 2010 - Eri Ōka (桜花えり, Ōka Eri), démissionne en septembre 2010 - Riri Kuribayashi (栗林里莉, Kuribayashi Riri), démissionne en septembre 2010 - Makoto Yūki (優希まこと, Yūki Makoto), démissionne en septembre 2010 |

## Discographie

### Albums
1. 25 mai 2011 – The Muscats ~Hollywood Kara Konnichiwa~ (ザ・マスカッツ～ハリウッドからこんにちは～?)
2. 3 avril 2013 - Sotsugyō Album (卒業アルバム?)

### Singles
1. 17 février 2010 – Banana • Mangō • Haisugūru / 12 no 34 de Naite with Namidayon Shimai (バナナ・マンゴー・ハイスクール/12の34で泣いて with 涙四姉妹?)
2. 7 juillet 2010 – Oecura Mambo / Watashi Manbō (OECURA MAMBO/私マンボー?)
3. 8 décembre 2010 – Chiyokoreito / Kawaii Kōshien (チヨコレイト/かわいい甲子園?)
4. 16 mars 2011 – Spring Holiday / Kuchigenka Shinai de (スプリングホリデー／口ゲンカしないで♪?)
5. 12 octobre 2011 – Ropponpon Fantasy (ロッポンポン☆ファンタジー?)
6. 28 mars 2012 - Honey Trap (ハニーとラップ♪?)
7. 27 juin 2012 - Oyafukō Baby (親不孝ベイベー?)
8. 31 octobre 2012 - Gyakusō ♡ Idol (逆走 ♡ アイドル?)
9. 6 mars 2013 - ABAYO
10. 25 novembre 2015 - Tokyo Sexy Night (Tokyoセクシーナイト?)
11. 25 mai 2016 - Sexy Beach Honeymoon